# Saint-Sauveur-Lalande
Saint-Sauveur-Lalande (okzitanisch Sent Sauvador de la Landa) ist ein südwestfranzösischer Ort und eine Gemeinde (commune) mit 149 Einwohnern (Stand: 1. Januar 2022) im äußersten Westen des Départements Dordogne in der Region Nouvelle-Aquitaine (vor 2016 Aquitaine). Die Gemeinde gehört zum Arrondissement Périgueux und zum Kanton Montpon-Ménestérol. 

## Geographie
Saint-Sauveur-Lalande liegt etwa 50 Kilometer westsüdwestlich von Périgueux. Umgeben wird Saint-Sauveur-Lalande von den Nachbargemeinden Saint-Martial-d’Artenset im Norden und Westen, Beaupouyet im Osten, Saint-Géraud-de-Corps im Süden und Südwesten sowie Saint-Rémy im Südwesten.

## Bevölkerungsentwicklung
| Jahr                      | 1962 | 1968 | 1975 | 1982 | 1990 | 1999 | 2006 | 2013 |
| Einwohner                 | 148  | 146  | 136  | 121  | 129  | 116  | 116  | 144  |
| Quelle: Cassini und INSEE |      |      |      |      |      |      |      |      |

## Sehenswürdigkeiten
- Kirche La Transfiguration-de-Notre-Seigneur

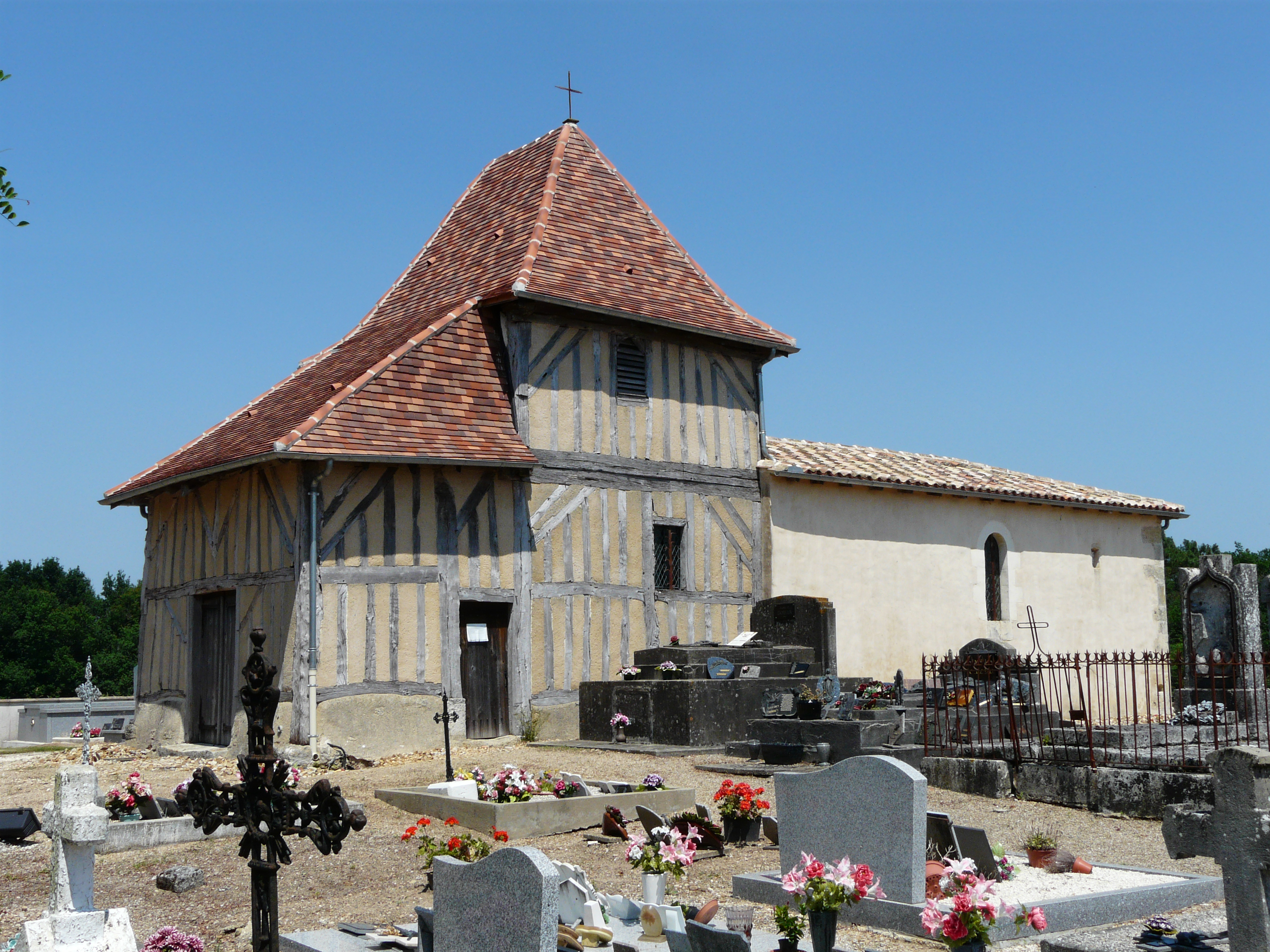
Kirche La Transfiguration-de-Notre-Seigneur